# 列諾斯托沃湖
55°59′39″N 30°40′28″E / 55.99417°N 30.67444°E
列諾斯托沃湖（俄语：Леностово），是俄羅斯的湖泊，位於該國西北部，由普斯科夫州負責管轄，處於大盧基區，面積1.5平方公里，集水區面積12.7平方公里，平均水深3.7米，最大水深6米。